# Typhlodromips johoreae
Typhlodromips johoreae är en spindeldjursart som beskrevs av Muma 1967. Typhlodromips johoreae ingår i släktet Typhlodromips och familjen Phytoseiidae. Inga underarter finns listade i Catalogue of Life.